# Sorgun Belediye Spor Kulübü (pallavolo)
Il Sorgun Belediye Spor Kulübü è una società pallavolistica turca, con sede a Sorgun: milita nel campionato turco di Efeler Ligi.

## Storia
La squadra di pallavolo maschile del Sorgun Belediye Spor Kulübü viene formata nel 2017. Iscritta in Voleybol 2. Ligi, viene promossa in divisione cadetta, dove resta una sola annata, venendo ripescato in Efeler Ligi dopo il terzo posto alla finale dei play-off promozione.
Nel 2022 cede i propri diritti di partecipazione alla Efeler Ligi al Develi, ripartendo dalla Voleybol 2. Ligi.